# Замок Вартенберг

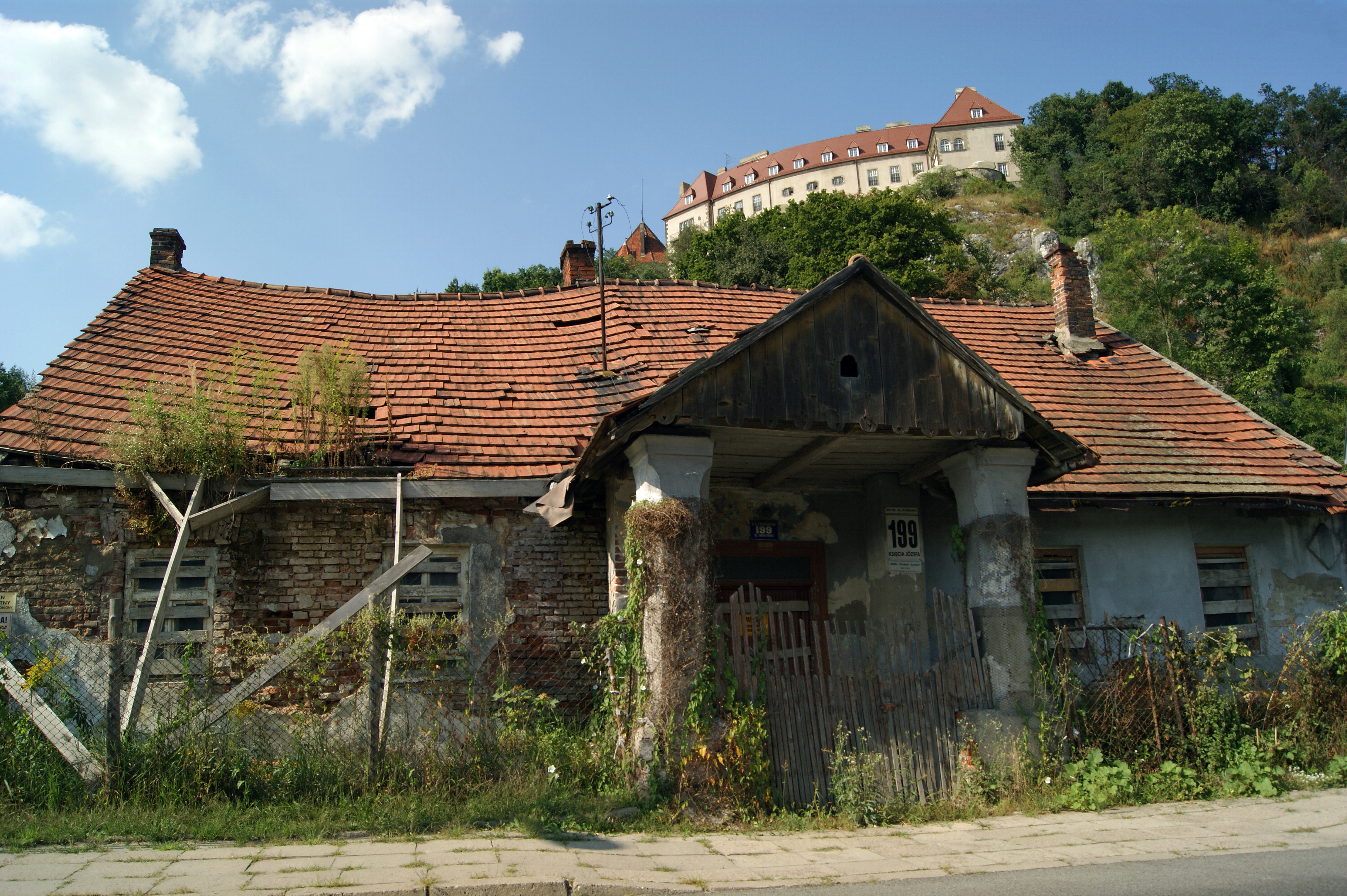
Вид Пшегожальского замку з вулиці Принца Йосифа

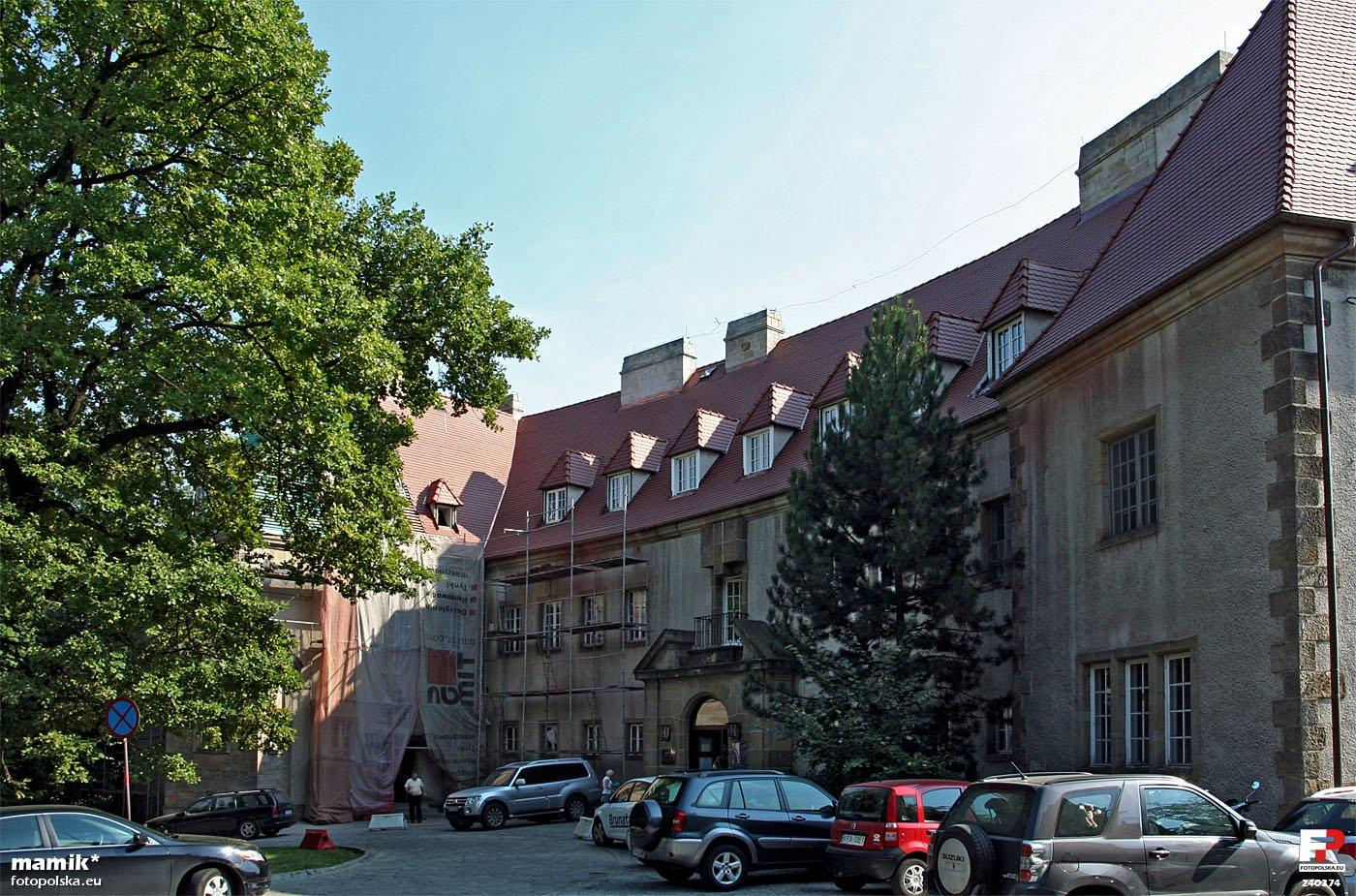
Вид замку з боку під'їзду

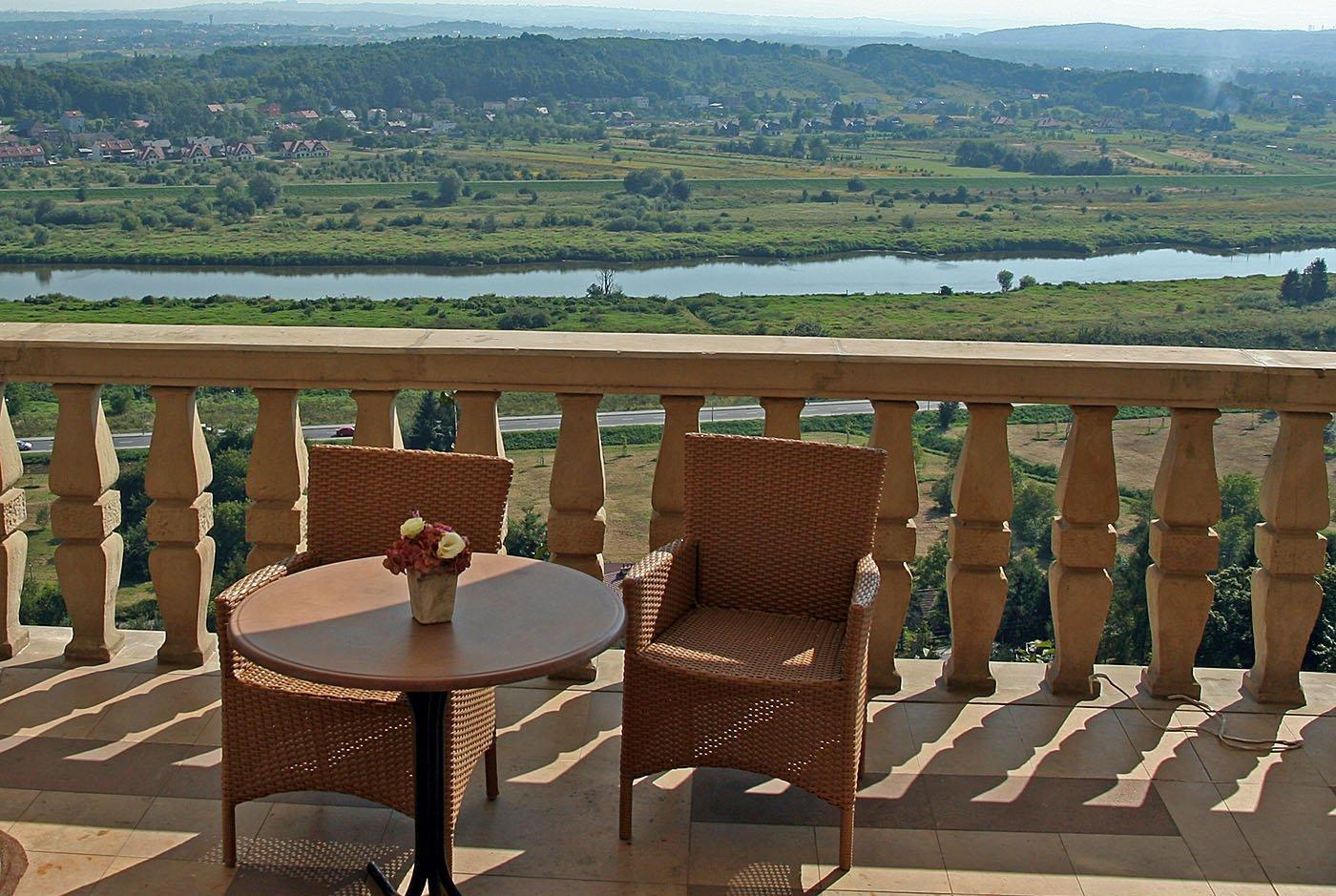
Вид із тераси замку

Замок Вартенберг, інше найменування — Пшегожальський замок (пол. Zamek w Przegorzałach, нім. Schloss Wartenberg) — замок у Польщі в краківській місцевості Пшегожали. Побудований під час Другої світової війни, замок є однією з небагатьох споруд в Кракові, що представляють архітектуру Третього рейху. На даний час в замку функціонують дві дослідних установи Ягеллонського університету. Поблизу замку знаходиться вілла Вежа, яка є пам'ятником Малопольського воєводства.

## Історія
Ініціатором будівництва замку був Отто Вехтер, який за участь в липневому путчі 1934 року проти австрійського канцлера Енгельберта Дольфуса отримав пост губернатора Краківського дискрикта. Міська резиденція Отто Густава Вехтера розташовувалася у Палаці під баранами, а для літньої резиденції він хотів облаштувати віллу Вежу, яка на той час перебувала у власності польського архітектора Адольфа Шишко-Богуша. Йому було запропоновано здати в оренду віллу Вежу або переїхати в інше місце. Адольф Шишко-Богуш не погодився на пропозицію, і 19 грудня 1940 року був заарештований за сфабрикованими причинами.
У першій половині 1941 року розпочалася робота над проектом майбутнього замку Вантерберг, яким займався звільнений з в'язниці Адольф Шишко-Богуш. Проект замку був стилізований під середньо-рейнські замки епохи романтизму. Спільно з Адольфом Шишко-Богушем над проектом також працювали австрійські архітектори Ріхард Пфоб і Ганс Петермайн.
Будівництво замку розпочалося в 1942 році, проте після переїзду 1 лютого 1942 року сім'ї Вехтерів до Львова, де Отто Вехтер став губернатором Галицького дискрикту, будівельні роботи призупинилися до 19 листопада 1943 року. У цей день Краків відвідали Генріх Гіммлер і Ганс Франк, які передали в дар недобудовану будівлю СС для облаштування в ньому санаторію. Наприкінці Другої світової війни в приміщеннях замку діяв госпіталь.
У 1952 році комплекс замку був переданий Інституту дослідження лісу Міністерства лісового господарства Польщі. З 1973 року в ньому розташовувався Інститут польської діаспори (на даний час — Інститут полоністики) Ягеллонського університету, який нині займає новий комплекс будівель поблизу замку.

## Сьогодення
На даний час в Пшегожальському замку розташовані Інститут європейських досліджень та Центр дослідження Голокосту, які є відділеннями Ягеллонського університету. На першому поверсі замку розташовуються кафе і ресторан. Головною визначною пам'яткою замку сьогодні є тераса, з якої відкривається вид на південно-західну частину Кракова, річку Віслу і гірську систему Оравські Бескиди і гору Баб'я.